# 高功能自閉症
高功能自閉症（英語：High-functioning autism，簡稱HFA），指智商中等或更高患者所患有的自閉症，該類自閉症患者多數具有語言能力，學習能力較佳、自閉傾向較不明顯；但語言理解與表達力、人際互動與聊天的能力仍有困難。

## 外部連結
- （繁體中文）幫助高功能自閉與亞斯伯格部落格 （页面存档备份，存于）2016年台灣部落格大獎文化藝術類首獎部落格
- （繁體中文）幫助高功能自閉與亞斯伯格臉書 （页面存档备份，存于）
- （繁體中文）泛自閉症(高功能自閉與亞斯伯格)相關影片詳細介紹 （页面存档备份，存于）
- （繁體中文）花媽卓惠珠維基百科
- （繁體中文）自閉亞斯的評估、治療、預後、幫助與介入(上下集) 簡意玲醫師、陳豐偉醫師、王意中心理師、花媽卓惠珠、曲智鑛特教老師集體對談 （页面存档备份，存于）

### 病友團體
- （繁體中文）台灣各年齡層或分區亞斯伯格或自閉症成長團體 （页面存档备份，存于）